# Staurastrum sponglosum
Staurastrum sponglosum là một loài Song tinh tảo trong họ Desmidiaceae, thuộc chi Staurastrum.